# Tauró serp
El tauró serp (Chlamydoselachus anguineus) és una espècie de selaci de la família Chlamydoselachidae, considerat un fòssil vivent perquè ha canviat molt poc des de temps prehistòrics. Viu entre els 50 i el 1500 m de fondària.
El període de gestació d'aquesta espècie és la més llarga de tot el regne animal; 42 mesos.